# Сайпутдинов, Гамзат Магомедович
Гамзат Магомедович (Магомедшарипович) Сайпутдинов (род. 29 июня 1986, Махачкала) — российский самбист, чемпион России 2014 года по боевому самбо. В том же году в Бухаресте стал чемпионом Европы. Мастер спорта России. Наставниками Сайпутдинова были К. А. Гаджиев и Н. А. Елесин. Выступал в полулёгкой весовой категории (до 57 кг).

## Спортивные достижения
- Чемпионат России по боевому самбо 2014 года — ;